# Сухар (приток Теребли)
Суха́р — река в Украинских Карпатах, в пределах Хустского района Закарпатской области. Левый приток Теребли (бассейн Тисы).

## Описание
Длина реки — 14 км, площадь её водосборного бассейна — 69 км². Уклон реки 41 м/км. Река типично горная, с быстрым течением, каменистым дном и многочисленными перекатами. Долина узкая (преимущественно V-образная). Русло слабоизвилистое.

## Расположение
Сухар берёт своё начало на северо-востоке от села Колочава, на северо-восточных склонах горы Ясновец (массив Внутренние Горганы). Течёт между хребтами Пишконя и Стримба сначала на юг, далее — преимущественно на юго-запад, в приустьевой части — на запад. Впадает в Тереблю на юго-западной окраине села Колочава.
Над рекой расположена часть (в том числе центральная) села Колочава.